# Edificio amministrativo del Cremlino

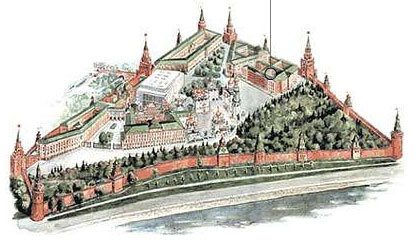
Localizzazione del Presidium

L'edificio amministrativo del Cremlino, (in russo Административный корпус Кремля?, Administrativnyj korpus Kremlja), più comunemente noto come 14º edificio del Cremlino (in russo 14-й корпус Кремля?, 14-j korpus Kremlja) o Presidium, era un palazzo sito all'interno del Cremlino di Mosca. Costruito negli anni trenta del XX secolo, fu formalmente sede del Soviet Supremo, il più alto organo legislativo dell'URSS. Dopo il crollo dell'Unione Sovietica, ha ospitato vari uffici dell'amministrazione presidenziale della Federazione Russa, l'ufficio del comandante della guardia del Cremlino e gli uffici dell'FSO e, in ragione di ciò, era un'area altamente sorvegliata ed il cui accesso al pubblico risultava limitato.

## Storia
Il Presidium si trovava sul luogo in cui in passato sorgevano il palazzo del piccolo Nicola, il convento dell'Ascensione ed il monastero di Čudov, fondato dal metropolita Alessio nel 1365. Questi storici edifici furono distrutti su ordine di Stalin ed in conseguenza delle campagne antireligiose promosse dal governo comunista. Dopo la distruzione degli edifici le autorità si impegnarono nella costruzione di un complesso amministrativo ed affidarono l'elaborazione del progetto all'apprezzato architetto Ivan Rerberg, già autore del progetto della stazione Kievskij.
I lavori di costruzione iniziarono nel 1932 e si conclusero nel 1934, due anni dopo la morte dell'autore del progetto. Inizialmente all'edificio non fu assegnato alcun nome e fu utilizzato per ospitare la scuola militare del comando di Mosca, trasferitasi però a Lefortovo nel 1935. Dal 1938 divenne sede del Presidium del Soviet Supremo, il cui capo era de jure anche il capo dello Stato sovietico. Dal 1958 al 1961 una parte dell'edificio fu convertita a teatro del Cremlino (con una capacità di 1.200 posti). Tuttavia, tale funzione venne meno a causa dell'inidoneità della struttura ad ospitare spazi per l'intrattenimento di massa.
L'edificio era sito nell'area settentrionale del Cremlino di Mosca, di fronte alla Piazza Ivanovskaja. Era composto da 4 piani e la facciata sud era dotata di una fila di colonne di ordine ionico che rifletteva lo stile neoclassico dell'adiacente Palazzo del Senato. Gli altri lati avevano invece una fisionomia assai più semplice.
Nel 2001 furono disposti lavori di ristrutturazione per il Presidium. Dopo lo spostamento dell'amministrazione presidenziale alla Staraja Ploščad nel 2011, iniziarono importanti interventi di rinnovo il cui completamento era pianificato per il 2015. Nonostante diversi anni di lavori, soggetto di pesanti critiche per l'ingente spesa di denaro pubblico, furono avanzate proposte alternative. Si decise infine di interrompere la ristrutturazione e procedere alla demolizione dell'edificio.
Nel 2014 il presidente Vladimir Putin propose la ricostruzione dell'antico monastero di Čudov e degli altri edifici distrutti in espoca staliniana. Questa proposta, se approvata, cambierebbe completamente la configurazione del Cremlino e riporterebbe piazza Ivanovskaja al suo storico aspetto; tuttavia gli esperti avanzano dubbi circa la possibilità di una ricostruzione autentica. Al contempo fu annunciato un piano per realizzare un nuovo parco sul sito dell'edificio. 
Nell'aprile 2016 il Presidium venne finalmente demolito. Poco tempo prima, per permettere il passaggio diretto dalla piazza Rossa ai giardini di Alessandro, fu riaperto lo storico ingresso tramite la torre Spasskaja: era rimasto chiuso al pubblico dal 1918, data dell'insediamento del governo bolscevico.